# Tony Bulandra
Tony Bulandra (n. 13 martie 1881, Târgoviște – d. 5 aprilie 1943, București) a fost un renumit actor român, elev al lui Constantin I. Nottara. Tony Bulandra a fost căsătorit cu Lucia Sturdza-Bulandra (1873 - 1961).
Distins protagonist al scenei românești.
Societar al teatrului Național București.
Prezență ocazională în film.
A decedat în 1943 și a fost înmormântat în Cimitirul „Sf. Vineri” din București.

## Studii
- Conservatorul de artă dramatică, București (1902)

## Distincții
- Ordinul Meritul Cultural în gradul de Cavaler cl. I, pentru teatru (23 septembrie 1942)[2]

## Filmografie
- Amor fatal (1911)
- Dragoste la mănăstire (1912)
- Trenul fantomă (1933)